# 天空の旅人
『天空の旅人』（てんくうのたびびと、Night Sky、旧原題Lightyears）は、アメリカ合衆国のSFテレビドラマ。
イリノイ州を舞台とし、シシー・スペイセクとJ・K・シモンズが主演し、2022年5月20日にAmazon Prime Videoで配信開始された。2022年7月、Amazonは打ち切りを発表した。

## キャスト
※括弧内は日本語吹替キャスト
- シシー・スペイセク （折笠愛）: アイリーン・ヨーク : イリノイ州に住む元英語教師で、フランクリンの妻[3]
- J・K・シモンズ （土師孝也）: フランクリン・ヨーク : アイリーンの夫。
- チャイ・ハンセン（英語版）（福里達典） : ジュード : ヨーク家の地下室に現れる謎の男。
- Adam Bartley（小松史法） : バイロン : ヨーク家の隣人で町議会議員を目指す男。
- Kiah McKirnan（前田玲奈） : デニース : フランクリンとアイリーンの孫。
- Julieta Zylberberg（笹島かほる） : ステラ : アルゼンチンに住むシングルマザー。
- Rocío Hernández （塙真奈美）: トニ : ステラの娘。
- ピョートル・アダムチク（中務貴幸） : コーネリウス : ステラとトニをジュード探索に送り出す謎の男。
- Beth Lacke（夏目あり沙） : シャンドラ : アイリーンの元生徒で、窃盗症を抱える福祉施設の従業員。
- Stephen Louis Grush（山下タイキ） : ニック : ニューアークから、ステラとトニと旅してジュードを探す男。
- Angus O'Brian（伊藤聖将） : マイケル : フランクリンとアイリーンの息子でデニースの父。デニースが5才の時に自殺している。
- Avery Holliday（石井花奈）：レスリー：マイケルの妻。デニーズの母親。
- Cass Buggé（野首南帆子） : ジニーン : バイロンの妻。
- Lowrey Brown（水野駿太郎）：若いフランクリン
- Lily Cardone（大谷理美）：若いアイリーン
- Tim Griffin（前田　雄）：トーマス：町の保安官
- Paulina Olszynski（高橋春香）：ケイティ：デニーズの幼なじみ。
- Ian Owens（佐々木祐介）：ポール：ハンナの部下
- Pat Vern Harris（北林早苗）：セイディ・ノートン：老人ホーム入居の老婆。
- ソーニャ・ヴァルゲル（松本梨香） : ハンナ : ミシガン州に住む、ゲイブリエルを知る女。

## あらすじ
イリノイ州の小さな町に住む老夫婦のフランクリン・ヨークとアイリーンは、裏庭の納屋の下の地下室に転送装置があり、別の惑星に旅できることを秘密にする。見知らぬ男ジュードが負傷して現れ、看護を受けるうちにアイリーンと親しくなる。ジュードは転送装置がネットワークの一部であり、それを監督する"守護者"と呼ばれる秘密組織から自分が逃げており、父を探していることを明かす。アルゼンチンに住むステラとトニも家の下に秘密の転送装置を隠し、"守護者"のコーネリアスに指示されてジュードを探しにアメリカに来る。ヨーク家を探し当てた3人はジュード、フランクリン、アイリーン、そして孫娘のデニースを殺そうとする。ステラとトニは良心の呵責から変心して3人を救い、コーネリアスを捕らえて立ち去るも、別の組織に捕らえられる。ジュードとデニースは、転送装置を使ってジュードの父のもとに旅立つ。フランクリンとアイリーンは、惑星に歩み出して遠くに町を見かける。

## エピソード
| 通算 話数 | タイトル                          | 監督                                     | 脚本                                   | 公開日        |
| --- | --------------------------------- | ---------------------------------------- | -------------------------------------- | ------------- |
| 1 | "星へ" "To the Stars"             | フアン・ホセ・カンパネラ                 | Holden Miller                          | 2022年5月20日 |
| イリノイ州ファーンズワースに住むフランクリンとアイリーンの老夫婦は裏庭の納屋の地下室が無人の惑星に通じていることを秘密にする。隣人で町議会議員を目指すバイロンは詮索する。アイリーンは病気を夫から隠し、自殺しようとすると、けがをした見知らぬ男が地下室に現れる。 |                                   |                                          |                                        |               |
| 2 | "礼拝堂" "La Capilla"             | フアン・ホセ・カンパネラ & Philip Martin | Holden Miller & Daniel C. Connolly     | 2022年5月20日 |
| 見知らぬ男はジュードと名乗り、記憶をなくしている。フランクリンとアイリーンはジュードを手当てし、警官には秘密にする。フランクリンはアイリーンの病気を知る。ジュードは体内から追跡装置を取り出して破壊する。アルゼンチンで娘トニと暮らすシングルマザーのステラもまた礼拝堂を供えた先祖代々の家に秘密を抱える。コーネリアスがやってきて、ステラと合言葉を交わす。 |                                   |                                          |                                        |               |
| 3 | "ヘルパー" "The Caretaker"        | Philip Martin                            | Holden Miller                          | 2022年5月20日 |
| アイリーンはジュードの世話を焼いて元気を取り戻すが、フランクリンはジュードを怪しむ。フランクリンとアイリーンは、孫娘のデニースにジュードがヘルパーだと嘘をつく。ジュードはアイリーンに、父を探しに来たと打ち明ける。アイリーンの元生徒で福祉施設で働くシャンドラは窃盗を見とがめられる。バイロンは署名偽造が発覚して出馬を断念し、フランクリンの密告を疑って納屋の地下室に侵入する。アルゼンチンでは、コーネリアスがステラとトニに、ジュードを探す旅に出るよう命じる。ステラは娘を連れて礼拝堂の地下室の転送装置でニューアークに瞬時に移動する。 |                                   |                                          |                                        |               |
| 4 | "ボイラーメイカー" "Boilermakers" | Robert Pulcini & Shari Springer Berman   | Daniel C. Connolly                     | 2022年5月20日 |
| アイリーンはジュードの父親ゲイブリエルの捜索を手伝い、記憶喪失の浮浪者としての逮捕歴を知る。シャンドラがジュードの物を盗む。フランクリンが質店に持ち込んだジュードの金貨に買い手が見つかり、ジュードに合言葉を話す。フランクリンはバイロンを納屋の地下室に入れるが、転送装置は作動しない。ジュードはバーでデニースと飲み、歩いて帰る際に警察に逮捕され、車で迎えに来たアイリーンがこれを見る。ニックがニューアークから車でステラとトニを運ぶ。                                                                                                   |                                   |                                          |                                        |               |
| 5 | "運転の練習" "Driving Lessons"    | Sara Colangelo                           | Allison Moore                          | 2022年5月20日 |
| ジュードはアイリーンに、地下室の転送装置はネットワークの一部であり、それを支配する人々から逃げていると告白する。ジュードはシャンドラに盗まれたものを取り戻すが、多くの盗品の中に追跡装置があることに気づく。フランクリンは異世界の写真をバイロンに渡す。謎にとりつかれたバイロンは森の中で、ジュードの隠した転送装置の起動装置を見つける。ニック、ステラ、トニは追跡する男がイリノイ州にいることを知って向かい、途中でステラはかつて少女を追って殺したことを思い出す。                                                                           |                                   |                                          |                                        |               |
| 6 | "フランクリンへ" "Dear Franklin"  | Jessica Lowrey                           | Anne-Marie Hess & Ezra Claytan Daniels | 2022年5月20日 |
| フランクリンがアイリーンの遺書を発見して二人の間に亀裂が入る。警察署長が、ジュードの好ましくない記録をアイリーンに見せる。デニースは大学を辞める。ジュードはデニースの助けでシャンドラが盗んだ追跡装置の由来を調べ、これを体内から取り出したヒッチハイカーがミシガン州にいる可能性を知る。ジュード、デニース、アイリーンはミシガン州に向かう。バイロンが、ジュードの隠した起動装置を地下室の転送装置に戻し、電気を供給して再起動し、フランクリンとともに惑星に飛ぶ。ステラはニックともめて置き去りにし、トニとともにファーンズワースに来る。     |                                   |                                          |                                        |               |
| 7 | "湖でダイビング" "Lake Diving"    | Victoria Mahoney                         | Holden Miller & Daniel C. Connolly     | 2022年5月20日 |
| バイロンは、妻が自分にわだかまりを抱え、署名偽造を密告したことを知る。宇宙服で惑星上を歩くも戻らない。ジュード、アイリーン、デニースはミシガン州でゲイブリエルを知るハンナに会い、居場所は知らないと聞かされる。ジュードは父の遺した座標を見つける。家に戻り、アイリーンは地下室をデニースに見せる。ステラとトニはファーンズワースで、探すジュードの手掛かりを見つける。トニの連絡でコーネリアスが合流する。コーネリアスはジュードがヨーク家にいると聞きだした後、シャンドラを殺す。                                                             |                                   |                                          |                                        |               |
| 8 | "償い" "Compensation"             | Philip Martin                            | Holden Miller & Daniel C. Connolly     | 2022年5月20日 |
| コーネリアスはトニとヨーク家に来て老夫婦とデニースに銃を突き付け、転送装置の場所を聞きだす。ステラはジュードを捕らえてヨーク家に連れて来る。コーネリアスは4人を殺そうとするも、ステラが良心の呵責から裏切って、人質たちがコーネリアスを倒す。ジュードはデニースと、父の残した座標に転送してバンコクに現れる。ステラとトニはコーネリアスを捕らえてヨーク家を去る。ハンナとその仲間が3人を捕らえ、"守護者"と呼ぶ。フランクリンとアイリーンは惑星を歩き、空気が呼吸可能であることに気づき、遠くに町を見かける。                                     |                                   |                                          |                                        |               |